# おにぎりあたためますか
『おにぎりあたためますか』は、2003年3月26日から、北海道テレビ放送（HTB）の制作により、テレビ朝日系列局などで放送されている深夜バラエティ番組。
番組名は、北海道のコンビニでおにぎりを買う際にレジにて「おにぎりは温めますか?」と聞かれることに由来している。通称は「おにぎり」や「おにあた」など。

## 放送内容
「視聴者参加型コンビニバラエティー」としてスタート。当初は視聴者からの要望をきっかけに、北海道内のローソンで発売する期間限定商品を、出演陣（大泉洋、戸次重幸、佐藤麻美）が開発段階から携わるかたちで発売するまでの過程を放送していた。開発商品には、「赤道びしょびしょ」、「ハニーびしょびしょ」、「和菓子吸っちゃいました」、「豚一家のおやつ（三色ソーセージ）」、「ラーメンおにぎり（味噌・醤油）」、「味噌煮込みめし」、「洋ちゃんの納豆焼きそバンバンバ〜ン」、「洋ちゃんの梅焼きそバンバンバ〜ン」などがある。
その後、商品開発に伴う食べ歩き企画などを経て、いつしか30分おきに数店舗を渡り歩き、そのすべてで完食するという「フードファイト系」の食べ歩きが番組のメインとなった。
2021年6月までは、北海道内のみならず、日本各地、時に海外にまで及ぶ食べ歩きを行った。そのほか、腹ごなしのための様々なレクリエーション（通称レク）、道中の車内での、大泉・戸次とMCによるトーク、番組宣伝のために奮闘するオクラホマの企画コーナーなどが番組の主な構成要素となっていた。(回によっては放送時間30分すべてを日本全国の旅にあて、後半のオクラホマのコーナーはお蔵入りとなった)
2021年7月放送分からは、再び商品開発の模様を放送。大泉チームと、戸次チームに別れ、前者はカレーパン、後者は煮卵の開発を行った。ただし、これまで同様に商品開発の視察として、チームごとの食べ歩きは行われた。
番組スタートのきっかけは、鈴井貴之監督の映画作品『銀のエンゼル』における企画段階でのローソンとの協議中に構想が持ち上がったことによる。この時期を前後し、ローソンとCREATIVE OFFICE CUEの親交が深まり、ローソンが店舗にて配布する『月刊ローソンチケット』にはCREATIVE OFFICE CUE関連グッズが漏らさず掲載されている。
HTB制作の深夜バラエティ番組では稀な、自社以外の制作会社へ外注した番組である。そのためか『水曜どうでしょう』など、他の番組で頻繁に見られる、制作スタッフが前面に登場する機会はほとんどない。番組公式サイトも、他のHTB自社（社員）制作深夜番組と比べ大変簡素であり、HTB公式の携帯サイトには、当番組の紹介ページすらない状態だった。のちに、携帯サイトは2009年1月に開設。またパソコン・携帯に対応した訪問先リストを2009年4月から公開している。
番組開始以来、画面比率4:3のSD画質による放送（CM除く）だったが、2010年1月13日放送分（第341回）より16:9のハイビジョン制作に移行した。2013年4月10日放送分より字幕放送を開始した。

## 出演者
出演者は番組内では「豚一家」と総称されている。

### レギュラー
出演
- 大泉洋（TEAM NACS） - テロップの色は■青。字幕の色は■黄色。
- 戸次重幸[4]（TEAM NACS） - テロップの色は■緑。字幕の色は■水色。

MC
- オクラホマ（藤尾仁志・河野真也） - テロップの色は、藤尾が■紫、河野が■水色→■オレンジ。字幕の色は■緑（二人とも共通）。

番組開始当初はオクラホマの企画コーナーのみに出演。その後、佐藤の第1・2子出産による産休に伴い代役MCとして本編に出演。「全国制覇3周目の旅」開始とともに正式MCとなった。番組MCの際はどちらか1人が出演。商品開発企画より”コーナー企画兼MC”から”出演者兼MC”へ変更。
- 室岡里美（HTBアナウンサー） - テロップの色は■赤紫→■水色。字幕の色は■ピンク。

佐藤の第2子出産による産休に伴い代役MCとして出演。「全国制覇3周目の旅」開始とともに正式MCとなりレギュラーへ昇格。番組内では男性陣から唯一名字で呼ばれる。自身がMCを務める『イチモニ!』が生放送のため出演しない場合もある。
- 森唯菜（HTBアナウンサー） - 字幕の色は■ピンク。

2021年7月の商品開発企画より出演。
- 田口彩夏（HTBアナウンサー） - 字幕の色は■ピンク。

2021年7月の商品開発企画より出演。

### 準レギュラー
- 森崎博之（TEAM NACS） - テロップの色は ■赤。字幕の色は■緑。

番組内では大泉による物真似や、大泉・戸次宛にメール・電話をするなど、森崎自身が直接出演することは少なく、かつては自称準レギュラーと紹介されていた。その後、佐藤の第1子出産による産休に伴う代役MCとして出演し正式な準レギュラーとなる。だが、佐藤の第2子出産による産休の際は1度のみの登場にとどまった。「全国制覇3周目の旅」開始時には、同じく代役MCだった室岡・高橋・オクラホマが正式MCとなり、それに伴った室岡・高橋のレギュラー昇格に対し、森崎のMC起用は見送られ、準レギュラーのままとなった。2021年時点での最終出演は、2016年5月- 7月の札幌での企画。

### 過去のレギュラー
MC
- 佐藤麻美（フリーアナウンサー[5]） - テロップの色は■ピンク。

2012年9月25日〜2013年10月8日放送分は第1子出産による産休のため出演休止。2016年5月24日放送分〜2017年9月6日放送分は第2子出産による産休のため出演休止。9月13日放送分にて復帰、10月25日放送分よりMCとして本格復帰。
2019年7月30日放送分において、同年7月31日でのHTB退社、退社と同時に全国3週目京都の旅をもって16年間出演した番組からの卒業を発表。翌週8月6日放送の全国3週目京都の旅最終夜をもって卒業した。現在は、不定期ゲストとして稀に出演する。
- 高橋春花（元HTBアナウンサー） - テロップの色は■水色→■青緑。字幕の色は■ピンク。

佐藤の第2子出産による産休に伴う代役MCとして出演。「全国制覇3周目の旅」開始とともに正式MCとなりレギュラーへ昇格。自身がMCを務めた『イチオシ!!』の生放送のため出演しない場合もあった。
2022年1月より産休に入り、2023年3月に番組復帰。2024年3月にHTBを退社し、アメリカへ移住のため本番組レギュラーを卒業した。

## オクラホマの企画コーナー

### オクラホマのバイト日記
- 放送開始から約1年間、オクラホマがローソンでアルバイト（アルバイトとしての給与がそのまま出演料となっていた）し、バイト先での体験談を写真日記として公開する企画。バイト先は札幌市厚別区内に実在する店舗であることが後日公開された。また、番組の企画として大泉洋と戸次重幸も同店舗でアルバイトを行った。
- 企画終了後、オクラホマは「ローソンエージェント」に任命され、商品開発に参加することとなった。ただし、ローソンエージェントとして登場したのは2回のみで、番組がグルメ紹介に舵を切るなか活躍の場を失い、半年以上番組に出演できなかった。
- オクラホマの番組レギュラー昇格をかけ、おにぎり班を笑わせる「オクラホマ爆笑ツアー」を敢行。しかし、「お粗末な内容」であったため、最後のチャンスとして北海道完全制覇の旅がスタートした。

### 番組宣伝活動・北海道完全制覇の旅!!
- 2005年3月29日開始。オクラホマが簡易型のガラポンで目的地を抽選し北海道内を巡り、全市町村（208市町村だったが、合併後179市町村となる）に番組宣伝用ポスターを貼る旅を展開する。基本的にはローソンに貼っていくのだが、ローソンが存在しない場合は、その街で最も宣伝効果の高い場所を探すことになる。彼らの所持金は1万円からスタート。この中から交通費・宿泊費・食事代などの必要経費を引いていく。不足分は各地のローソンにてアルバイトで稼ぐルール。その後、オクラホマの頑張りが認められ、ご褒美としてルール改正を行い、目的地に着いた際に10000円・1000円・100円のくじが引けるようになった（途中から10000円札・1000円札・100円玉の入った紙コップを選ぶ形式に変更）[19]。ルール改正後は、所持金が数万円単位や数百円になることもあった。次の目的地で1万円が引けると期待し豪遊したあげく、100円を引いて一気に貧しくなることもままある（特に藤尾）。移動の大半はヒッチハイクとなり、野宿および見知らぬ人の民家へ泊まることがほとんどだった。
- 本編での発言から、他の出演者が旅を代行することがある。2007年2月には戸次重幸が、同年8月には佐藤麻美が、それぞれ河野に代わって旅をしている。戸次は河野が必死に貯めた資金を豪遊して全て使い果たし、河野はもとより出演者やスタッフ、視聴者からも激しく非難された。逆に佐藤は節約に徹し、引き継ぎ時よりも資金を増やすことに成功した。
- 帯広での長期滞在や通過が比較的多かった河野は、ヒッチハイク中の地元民から「またあいつか!!」と指を差されたり、車の中から手を振られるなど認知度は高かった。
- 2009年4月15日放送分にて、担当ディレクターの張田満が番組を卒業[20] 。森島和宏が新たに担当となった。
- 2011年7月6日放送分の河野編にて、担当ディレクターの森島和宏が番組を卒業。佐々木陽平が新たに担当となった。
- 2012年7月26日放送分の藤尾編にて、担当ディレクターの佐々木陽平が番組を卒業。東原伸吾が新たに担当となった。
- 2013年9月18日放送分の藤尾編にて、担当ディレクターの東原伸吾が番組を卒業。米山太が新たに担当となった。
- 2014年12月27日、2人で178市町村のクリアを果たす。ゴールとなるHTB本社（179か所目となる札幌市）へ戻り約10年にわたる旅が終了。2015年3月4日放送にてゴールの模様が放映され、北海道横断の旅の最中だった大泉・戸次・佐藤と「オクラホマのバイト日記」にて彼らが働いた店舗の当時の店長がオクラホマを出迎えた。
  - 河野編 上砂川町→広尾町→端野町（現・北見市）→倶知安町→美深町→大成町（現・せたな町）→江別市→釧路市→帯広市→占冠村→古平町→陸別町→滝上町→当麻町→置戸町→長万部町→真狩村→長沼町→釧路町→奈井江町→豊頃町→本別町→滝川市→赤平市→富良野市→（佐呂間町（戸次重幸が代行））→日高町→乙部町→洞爺湖町→月形町→様似町→留萌市→美唄市→（豊富町→南富良野町（佐藤麻美が代行））→安平町→寿都町→ニセコ町→島牧村→増毛町→白老町→和寒町→愛別町→室蘭市→白糠町→上湧別町（現・湧別町）→芦別市→浦幌町→共和町→岩見沢市→由仁町→浦河町→蘭越町→小清水町→砂川市→訓子府町→羽幌町→新冠町→剣淵町→羅臼町→更別村→根室市→利尻町→千歳市→岩内町→弟子屈町→新篠津村→鹿部町→士別市→鶴居村→稚内市→池田町→江差町→積丹町→西興部村→泊村
  - 藤尾編 浜益村（現・石狩市）→南幌町→中川町→音更町→穂別町（現・むかわ町）→厚真町→雨竜町→足寄町→北広島市→余市町→網走市→比布町→京極町→下川町→湧別町→礼文町→標茶町→苫小牧市→中富良野町→仁木町→三笠市→鷹栖町→上川町→清里町→函館市→えりも町→妹背牛町→上ノ国町→東川町→中頓別町→森町→厚沢部町→留寿都村→当別町→北竜町→新十津川町→木古内町→遠別町→幕別町→別海町→興部町→美幌町→浜中町→斜里町→福島町→新得町→今金町→利尻富士町→中札内村→伊達市→松前町→鹿追町→大樹町→浜頓別町→歌志内市→幌延町→小平町→苫前町→東神楽町→芽室町→神恵内村→枝幸町→登別市→恵庭市→士幌町→栗山町→大空町→八雲町→七飯町→知内町→新ひだか町→黒松内町→壮瞥町→沼田町→深川市→旭川市→雄武町→北斗市→平取町→名寄市→上富良野町→上士幌町→小樽市→浦臼町→標津町→秩父別町→中標津町→豊浦町→天塩町→奥尻町→赤井川村→美瑛町→紋別市→幌加内町→遠軽町→初山別村→清水町→津別町→音威子府村

### 特別企画7日間2500km過酷な旅オクラホマJAPANツアー2008DRIVELIVE
- 7日間2500kmを走破する過酷な旅
- 全国8会場にてお笑いライブを行い、番組DVDを販売
- 目標は300枚→800枚（16箱）
- このコーナーはスペシャルゲストも登場する
  - 仙台（1月29日） 48枚→50枚（ニードル2枚お買い上げ）
  - 東京（1月30日） 110枚
  - 名古屋（1月31日） 38枚→40枚（ロコモコボンゴ2枚お買い上げ）
  - 大阪（2月1日） 56枚
  - 広島（2月2日） 37枚→40枚（ボールボーイ、女性マネージャー3枚お買い上げ）
  - 高松（2月3日） 56枚→60枚（インティキマジシャンテルシタさん4枚お買い上げ）
  - 福岡（2月4日） 50枚
  - 札幌（2月10日） 68枚
  - 合計 474枚（9箱と24枚）
- スペシャルゲスト
  - 仙台 ニードル
  - 東京 楽珍トリオ
  - 名古屋 ロコモコボンゴ
  - 大阪 オクラホマの父親
  - 広島 ボールボーイ
  - 高松 インティキマジシャンテルシタ
  - 福岡 BLUE RIVER

### オクラホマご当地キャラばん
- 6代目島竹蔵斗ディレクターが就任。
- 2015年3月24日 - 2016年7月19日放送。視聴者から寄せられた道内各地の面白い特技・趣味・仕事をする人の情報をもとに、オクラホマが候補者を訪ね「ご当地キャラ」にふさわしいか判断する。認定された者には当番組の宣伝を約束してもらう。

### オクラホマ北海道GPSアートの旅
- 2016年7月26日 - 2019年5月8日放送。スマートフォンアプリ『RunGraph』を用いて、GPSで位置を記録しながら移動しその軌跡で絵を描く「GPSアート」を北海道の地図上に描く企画。まず練習としてonちゃんを描き[21]、本番では河野が740㎞、藤尾が2,361㎞の走行距離をかけ「おにぎりの和」を完成させた。

### オクラホマの北海道絶景ハンター
- 2019年5月22日 - 2021年6月29日放送。オクラホマが北海道内179市町村の中からそれぞれ1市町村を選びInstagramで対決。まず各々がガラポンを引き、出た玉に書かれた番号に指定された市町村へ赴く。「絶景」「インスタ映え」「ノンジャンル」の3テーマにおける題材の探索や撮影するロケの模様を放送。最終的に各テーマごと厳選した計3枚を番組公式Instagramに投稿し「いいね」の合計数の多さで勝敗を競う。13戦行った時点での結果は中藤尾が4勝9敗、河野が9勝4敗、河野は6連勝中だった。コロナウィルスにより藤尾の第9戦が延期となり、高橋との特別編を放送。
- 2021年7月からの番組リニューアルに伴い、6月15日放送回にてチーフディレクターにより突然コーナー終了が発表された。収録時点では15戦目となる初山別村vs中富良野町の投票結果は未決だったが、放送時では勝敗が決しており[22]、急遽「2人で協力して札幌市内の絶景を撮影する」という主旨の札幌編を開始。石山緑地や旭山記念公園等を巡り有終の美を飾った。

## 放送局
放送開始より長らく北海道ローカルであったが、現在では一部の地上波、CS放送テレ朝チャンネルでも視聴可能。一部の放送局では、『水曜どうでしょう』の新作を放送するため一時中断するケースがある。
| 放送対象地域              | 放送局           | 系列                                             | 放送日時                                                  | 放送開始日                | 開始回  | 備考                                                       |
| ------------------------- | ---------------- | ------------------------------------------------ | --------------------------------------------------------- | ------------------------- | ------- | ---------------------------------------------------------- |
| 北海道                    | 北海道テレビ     | テレビ朝日系列                                   | 水曜 0:15 - 0:45（火曜深夜） 土曜 10:40 - 11:10（再放送） | 制作局                    | 制作局  | [ 24 ]                                                     |
| 岩手県                    | 岩手朝日テレビ   | テレビ朝日系列                                   | 木曜 1:20 - 1:50（水曜深夜）                              | 2008年7月5日              | 第151回 | [ 26 ] [ 27 ]                                              |
| 宮城県                    | 東日本放送       | テレビ朝日系列                                   | 木曜 0:20 - 0:50（水曜深夜）                              | 2015年5月21日             | 第501回 | 約1年11ヶ月遅れでの放送                                    |
| 山形県                    | 山形テレビ       | テレビ朝日系列                                   | 木曜 1:15 - 1:45（水曜深夜）                              | 2014年10月2日             |         | [ 28 ]                                                     |
| 群馬県                    | 群馬テレビ       | 独立協                                           | 火曜 22:00 - 22:30                                        | 2012年7月25日             | 第151回 | [ 30 ]                                                     |
| 神奈川県                  | テレビ神奈川     | 独立協                                           | 火曜 20:30 - 21:00                                        | 2013年4月18日             | 第501回 | [ 33 ]                                                     |
| 山梨県                    | テレビ山梨       | TBS系列                                          | 木曜 1:00 - 1:30（水曜深夜）                              | ? - 2021年9月 2022年1月 - | 不明    | [ 34 ]                                                     |
| 新潟県                    | 新潟テレビ21     | テレビ朝日系列                                   | 木曜 0:15 - 0:45（水曜深夜）                              | 2013年4月6日              | 第501回 | [ 35 ]                                                     |
| 石川県                    | 北陸朝日放送     | テレビ朝日系列                                   | 火曜 0:53 - 1:23（月曜深夜）                              | 2008年10月11日            | 第151回 |                                                            |
| 三重県                    | 三重テレビ放送   | 独立協                                           | 火曜 22:10 - 22:40                                        | 2016年10月                |         |                                                            |
| 京都府                    | KBS京都          | 独立協                                           | 水曜 22:00 - 22:30                                        | 2011年4月6日              | 第365回 | [ 39 ]                                                     |
| 兵庫県                    | サンテレビ       | 独立協                                           | 水曜 22:30 - 23:00                                        | 2008年10月2日             | 第273回 |                                                            |
| 山口県                    | 山口朝日放送     | テレビ朝日系列                                   | 水曜 1:10 - 1:40（火曜深夜）                              | 2009年10月25日            | 第151回 |                                                            |
| 愛媛県                    | 愛媛朝日テレビ   | テレビ朝日系列                                   | 月曜 10:30 - 11:00                                        | 2009年10月9日             | 第151回 |                                                            |
| 鹿児島県                  | 鹿児島放送       | テレビ朝日系列                                   | 木曜 1:20 - 1:50（水曜深夜）                              | 2009年1月29日             | 第151回 | [ 43 ] [ 44 ]                                              |
| 日本全域                  | テレ朝チャンネル | CS放送                                           | 金曜 23:00 - 翌 0:00（Ch1）                               | 2007年5月23日             | 第151回 | [ 45 ]                                                     |
| アメリカ カリフォルニア州 | UTB              | KSCIデジタル 18.2チャンネル （ロサンゼルス近郊） | 土曜 20:30 - 21:00                                        | 2009年4月                 |         | 英題「Hungry Hoppers」のタイトルで放送（英語字幕入り放送） |
| 台湾                      | 緯來日本台       | ケーブルテレビ                                   | 土曜 18:00 - 19:00                                        | 2008年10月31日            |         | 「大泉洋吃遍日本」のタイトルで放送                         |
| 台湾                      | 国興衛視         | ケーブルテレビ                                   | 水曜・木曜 20:00 - 21:00                                  | 2017年5月 - 2018年4月     |         | 「大泉洋驚奇美食趴」のタイトルで放送                       |

### 過去のネット局
| 放送対象地域 | 放送局                 | 系列                                         | 放送期間                                                  | 備考                                                            |
| ------------ | ---------------------- | -------------------------------------------- | --------------------------------------------------------- | --------------------------------------------------------------- |
| 秋田県       | 秋田朝日放送           | テレビ朝日系列                               | 2007年10月20日（第211回） - 2024年9月25日                 | [ 47 ]                                                          |
| 福島県       | 福島放送               | テレビ朝日系列                               | 2009年10月8日（第151回） - 2021年9月8日                   | 火曜 1:20 - 1:55（月曜深夜）→水曜 0:50 - 1:20（火曜深夜）に放送 |
| 栃木県       | とちぎテレビ           | 独立協                                       | 2009年1月20日 - 2010年3月23日                             |                                                                 |
| 埼玉県       | テレビ埼玉             | 独立協                                       | 2010年9月                                                 | 特別編成で「全国制覇2週目の旅 埼玉編」全5回を放送               |
| 東京都       | TOKYO MX               | 独立協                                       | 2017年5月17日 - 2023年9月17日                             | [ 50 ] [ 51 ]                                                   |
| 静岡県       | 静岡朝日テレビ         | テレビ朝日系列                               | 2009年4月4日 - 2015年9月29日                              |                                                                 |
| 広島県       | 広島ホームテレビ       | テレビ朝日系列                               | 2010年7月14日 - ?                                         | 火曜 1:15 - 1:45（月曜深夜）に放送                              |
| 高知県       | テレビ高知             | TBS系列                                      | 2008年10月4日（第261回） - 2011年3月21日 2011年7月2日 - ? | [ 53 ]                                                          |
| 福岡県       | 九州朝日放送           | テレビ朝日系列                               | 2008年8月5日 - 2010年1月6日                               |                                                                 |
| 熊本県       | 熊本朝日放送           | テレビ朝日系列                               | 2010年1月8日（第151回） - ?                               | [ 54 ]                                                          |
| 宮崎県       | テレビ宮崎             | フジテレビ系列 日本テレビ系列 テレビ朝日系列 | 2015年3月 - 4月                                           | [ 55 ]                                                          |
| シンガポール | Hello!Japan（StarHub） | ケーブルテレビ                               | 2013年2月25日 - 2015年                                    |                                                                 |

### ネット配信
2006年12月よりインプレスTVにて有料配信を開始。2008年9月の同サービス休止に伴い、同月より北海道テレビが運営する新サイト「HTB on Broadband “南平岸 ユメミル広場”」にて有料配信を行う。2009年7月1日には、動画配信サイトVienaでもストリーミング方式による有料配信を開始、月額見放題制も導入された。その後、2009年9月末をもって「HTB on Broadband “南平岸 ユメミル広場”」は終了、動画配信サイトViena内の「HTB “南平岸 ユメミル広場”」も2009年11月27日でサービスを終了した。2012年4月2日より「hod（旧HTB 北海道 on デマンド）」にて配信を開始。最新回も放送の10日後には視聴可能。このほか、2019年5月1日からAmazonプライム・ビデオ、Netflixでも一部の回が配信開始となった。その後、2020年10月29日より2020年放送回をU-NEXTにて見放題配信を開始した。

### 携帯電話向け配信
2013年2月20日よりビデオマーケットにて携帯電話3キャリア（iモード/EZweb/Yahoo!ケータイ）および、スマートフォン（Android/iOS）向けに配信を開始。

## スタッフ
- ナレーション - 藤原光里[59]、室岡里美[60]、阿部葉菜（タイトル未定）[61]
- ヘアメイク - 諸橋みゆき、矢萩律子
- 撮影 - 新宮英生、大竹貴弘、国府晶
- 音声 - 小林圭
- 照明 ‐ 中村慶吾
- MA - 本谷周一
- ED - 畠中悠樹、宮内美保
- MIX - （不在）
- テロップデザイン - 廣田亜紀
- 演出 - （不在）
- 制作進行 - 澤本葵
- アシスタントプロデューサー - （不在）
- ディレクター - 梶田大和
- チーフディレクター - （不在）
- 協力 - ローソン
- 制作協力 - SUNTANA
- 企画協力 -  CREATIVE OFFICE CUE
- プロデューサー - 星悠平（第9代）
- エグゼクティブプロデューサー（旧称：ゼネラルプロデューサー） - 杉山順一
- 制作著作 - 北海道テレビ

### 過去のスタッフ
- ナレーション - ふるさとたかし[62]（北海道テレビで2021年7月13日（深夜）放送まで）
- 音声 - 辻村謙太郎
- ED - 宮内美保→松木裕之→生駒友貴→岩村成華
- MIX - 江藤一也
- 演出 - 平岡鉄也→高階信人→藤本大典
- 制作進行 - 張田満（以前はアシスタントディレクター）→加道康将→苅谷紗玖良→鹿内日菜乃
- アシスタントプロデューサー - 大畑隼介
- ディレクター - 田中光弘→森島和宏→佐々木陽平→東原伸吾→米山太→島竹蔵斗→牛木大介
- チーフディレクター - 田中光弘
- 企画構成 - 鈴井貴之
- プロデューサー
  - 初代、第3代プロデューサー - 林亮一
  - 第2代プロデューサー - 四宮康雅
  - 第4代プロデューサー - 斉木基
  - 第5代プロデューサー - 沼田博光
  - 第6代プロデューサー - 川村真智子
  - 第7代プロデューサー - 広瀬久美子
  - 第8代プロデューサー - 品田純
- ゼネラルプロデューサー - 多田健→戸島龍太郎

## テーマ曲

### オープニング
現行オープニング - なし
歴代
1. 「Monkey Magic」 / ゴダイゴ
  - 佐藤麻美の卒業回でも放送開始当時のオープニング映像が使用された。番組中でもゴダイゴの曲（「ホーリー&ブライト」など）が数多く使われている。
2. 「考えすぎても始まんねぇ」 / 月光グリーン
3. 「wonder trip」 / smarttail
4. 「Teens｣  / The Floor
5. 「morning」 / アルクリコール （ - 2021年7月7日まで）

### エンディング
現行エンディング - なし
歴代
1. 「カーブの向こうに」 / 三角堂
2. 「AFTER THE RAIN」 / THE UNCOLOURED
3. 「SMILE」 / THE UNCOLOURED
4. 「起きないあいつ」 / FAN TAN feat. The Uncoloured
5. 「クローバー」 / smarttail
6. 「フェンス」 / 伊禮麻乃
7. 「モノローグ」 / raison d'etre
8. 「MY PACE」 / SERVICE ACE
9. 「ミンミン泣けよ」 / THE GOOD TERMS
10. 「アストロノーツ」 / raison d'etre
11. 「ユメミルチカラ」 / OILMAN
12. 「自滅回路」 / raison d'etre
13. 「ひまわり」 / 福原美穂
14. 「I Can't Never Grow Up」 / SERVICE ACE
15. 「Sugar Tune」 / REVOLVER AHOSTAR
16. 「LET IT OUT」 / 福原美穂
17. 「些細な季節」 / REVOLVER AHOSTAR
18. 「インターネットローカルニュース」 / mondaysick
19. 「雨の日」 / mondaysick
20. 「風が止んだら」 / mondaysick
21. 「Tell me what you want」 / Rihwa
22. 「折れない十字架」 / mondaysick
23. 「blink」 / REVOLVER AHOSTAR
24. 「ハナレバナレ」 / LEF-T
25. 「パノラマ」 / SNARE COVER
26. 「もう一度笑って」/ サトウヨシアキ
27. 「THE NEW ERA」/ NOISEMAKER
28. 「線」/ ブレエメン
29. 「Dancefloor」/ サトウヨシアキ
30. 「夢が叶えられる街では」/ あがた森魚
31. 「Maybe〜どうでもいいの〜」/ Softly
32. 「ハイタッチ（Rihwa ver.）」/ Rihwa,寺久保エレナ

### 起きないあいつ
番組の企画で、大泉と戸次がユニット「FAN TAN」を組み、The Uncolouredとのコラボレーションシングル『起きないあいつ』を発売した。作詞は、FAN TAN、作曲・編曲は、The Uncolouredが手掛けた。

## 関連商品

### DVD
- ありがとうFAN TAN、さようならFAN TAN（2005年1月19日発売）
- 豚一家 関東の旅（2008年1月29日発売）
  - 2003年から2007年にかけ全国を食べ歩いた企画を、時系列ではなく「関東」エリアに絞り再構成したディレクターズカット版。予約特典は、佐藤麻美監修「おにぎりつつんでますかバンダナ」。
  - 収録内容：東京レトロツアー、北関東の旅、麺食いの旅、埼玉癒しの旅、北関東制覇の旅、神奈川の旅、特典映像（大泉洋伝説・北海道編、オクラホマ北海道完全制覇の旅）
- 愛知・静岡の旅（2012年9月25日発売）
- 香川の旅（2013年2月26日発売）
- 札幌の旅（2013年7月30日発売）
- 長崎・佐賀の旅（2014年2月11日発売）
- 京都・兵庫の旅（2014年7月22日発売）
- 豚一家 故郷の旅（2015年3月3日発売）
- 北陸の旅（2015年9月29日発売）
- 大阪の旅（2016年5月31日発売）
- 沖縄の旅（2017年1月10日発売）
- ハワイの旅（2018年1月30日発売）
- 青森の旅/かっこいいパパになりたい（2019年3月19日発売）
- はじまりの物語2003 冷やし中華とProject. Y.O（2022年4月27日発売）
- はじまりの物語2004 究極のおにぎり開発（2023年6月28日発売）

### Blu-ray
- 愛知・静岡の旅（2012年9月25日発売）
- 香川の旅（2013年2月26日発売）
- 札幌の旅（2013年7月30日発売）
- 長崎・佐賀の旅（2014年2月11日発売）
- 京都・兵庫の旅（2014年7月22日発売）
- 豚一家 故郷の旅（2015年3月3日発売）
- 北陸の旅（2015年9月29日発売）
- 大阪の旅（2016年5月31日発売）
- 沖縄の旅（2017年1月10日発売）
- ハワイの旅（2018年1月30日発売）
- 青森の旅/かっこいいパパになりたい（2019年3月19日発売）
  - Blu-rayのみ「かっこいいパパになりたい」の未公開映像も収録
- 秋田の旅（2020年1月29日発売）
- 岡山の旅（2021年3月17日発売）
  - オクラホマ北海道完全制覇の旅（2012年1月～6月放送）も収録

### 書籍
- おにぎりあたためますか 北海道ロードマップ（北海道テレビ放送）
  - 2005年11月22日放送分までに訪れた北海道内の店舗107店を網羅している。
  - HTBオンラインショップ並びにHTBグッズ取扱店限定発売。
- 豚一家のおにぎりあたためますかロードマップ 札幌〜旭川国道12号線編
  - 上記のロードマップを作る前段階の企画として国道12号線をターゲットに取材を行う。
  - 札幌から旭川の国道12号線沿いのローソンにおいて限定無料配布された。

### グッズ
- おともにぴったり お箸セット
  - 佐藤麻美が監修した竹素材の箸。「おにぎり」にちなんで、断面が三角形になっているのが特徴。

## その他

### 番組ロゴについて
おにぎりの形をしたロゴの左下にある検収印「001234」の数字は、鈴井貴之が考案したオ（0）オ（0）イ（1）ズ（2）ミ（3）ヨウ（4）の語呂合わせである。これは「夏の三重&滋賀の旅」の車内にて語られた。同車内にて、オープニングのタイトルコールは英語のように発音した大泉によるものだと明かされた。